# Отношения Стран Балтии и Советского Союза

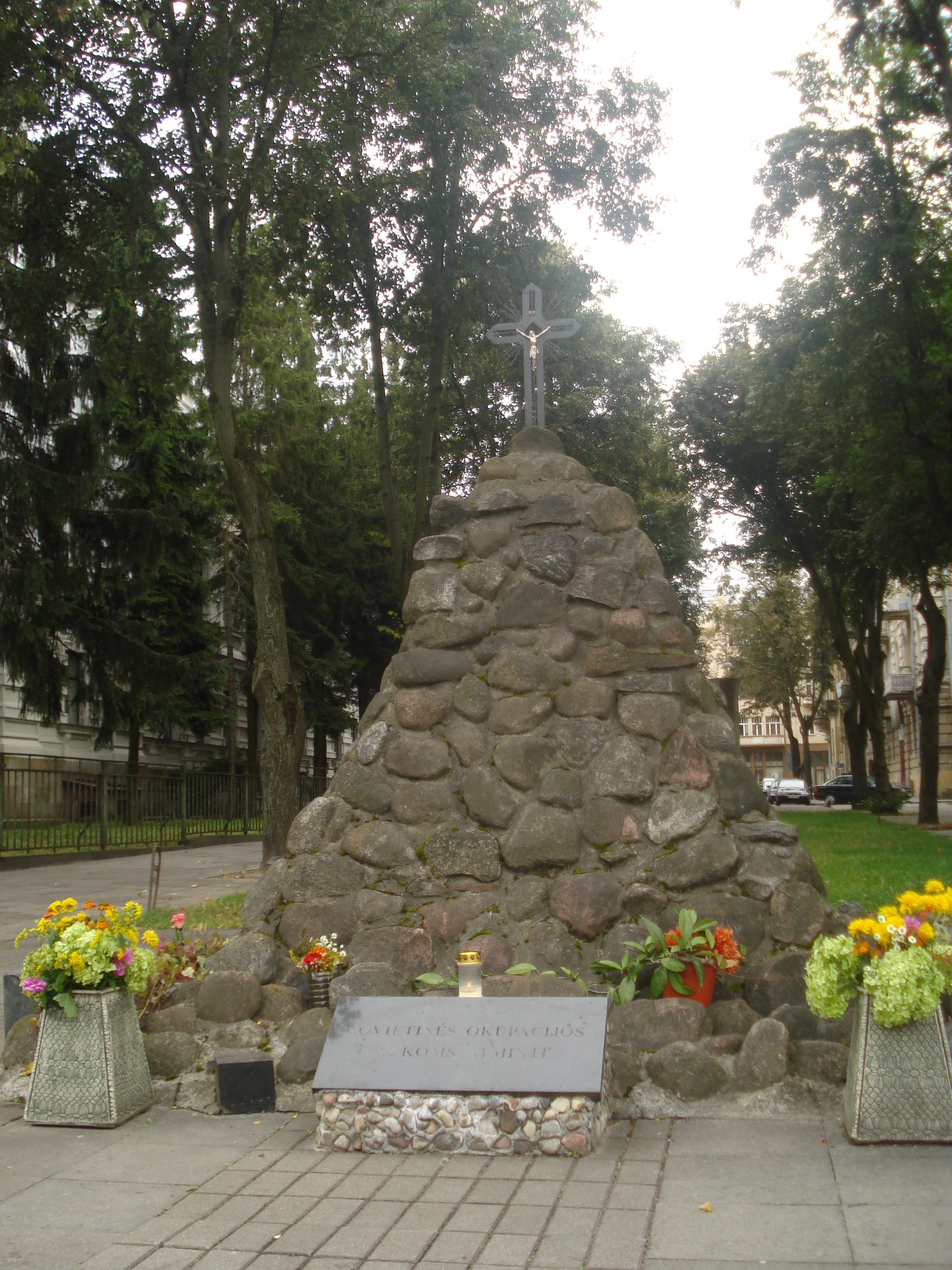
Памятник литовским жертвам советской оккупации на проспекте Гедиминаса в Вильнюсе

Отношения Стран Балтии и Советского Союза проистекают из конфликта большевистской России с государствами Балтии — Литвой, Латвией и Эстонией, когда было подписано несколько мирных договоров с Россией и её преемником, Советским Союзом. В конце 1920-х — начале 1930-х годов Советский Союз и все три прибалтийских государства подписали дополнительно договоры о ненападении. Советский Союз также подтвердил, что будет придерживаться пакта Келлога-Бриана в отношении своих соседей, включая все три страны Балтии.
В 1939 году Советский Союз и нацистская Германия заключили пакт Молотова — Риббентропа, который включал секретные протоколы, разделяющие Восточную Европу на «сферы влияния», при этом Латвия и Эстония изначально попадали в сферу Советского Союза, а более поздняя поправка к секретным протоколам отнесла к СССР и Литву. В июне 1940 года Советский Союз вторгся в страны Балтии и аннексировал эти страны как Литовскую Советскую Социалистическую Республику, Эстонскую Советскую Социалистическую Республику и Латвийскую Советскую Социалистическую Республику. В 1941 году в рамках операции «Барбаросса» Германия вторглась в страны Балтии, которые впоследствии до 1944 года находились под управлением германского Остланда. В 1944 году армия Советского Союза повторно вошла в Прибалтику.
Территории прибалтийских государств оставались под советским контролем как Советские Социалистические Республики до 1991 года. Большинство правительств западного мира де-юре не признали аннексии Стран Балтии Советским Союзом, де-фактонекоторые страны рассматривали их как часть СССР. В июле 1989 года, после начала протестных движений в Восточной Германии, Верховные Советы стран Балтии заявили о своем намерении восстановить полную независимость. В 1991 году страны Балтии вернули себе независимость и восстановили свой суверенитет после распада Советского Союза.

## Русская революция и договоры, влияющие на отношения СССР и Балтии
Большевики пришли к власти после революции 1917 года. Подписание Брест-Литовского мирного договора привело к тому, что прибалтийские государства получили возможность провозгласить независимость. Вслед за выводом немецких оккупационных войск из прибалтики, большевистская Россия вторглась в конце 1918 года. «Известия» опубликовали в номере от 25 декабря 1918 года, что «Эстония, Латвия и Литва находятся прямо на пути из России в Западную Европу и поэтому являются препятствием для наших революций. … Эта разделяющая стена должна быть разрушена». Однако большевистская Россия не получила контроля над Прибалтикой и в 1920 году заключила мирные договоры со всеми тремя государствами.

### Мирные договоры
- Эстония, Тартуский мирный договор от 2 февраля 1920 г.[2]
- Литва, Московский мирный договор от 12 июля 1920 г.[3]
- Латвия, Рижский мирный договор от 11 августа 1920 г.[4]

В этих договорах большевистская Россия отказывалась «на вечность» от всех суверенных прав на эти три народа и территории, ранее принадлежавшие России. В 1922 году Российская СФСР, Украинская ССР, Белорусская ССР и Закавказская СФСР были официально объединены в республики, создав Союз Советских Социалистических Республик.

### Договоры о ненападении
Впоследствии по инициативе Советского Союза были заключены дополнительные договоры о ненападении со всеми тремя прибалтийскими государствами:
- Литва, 28 сентября 1926 г.[8]
- Латвия, 5 февраля 1932 г.[9]
- Эстония, 4 мая 1932 г.[10]

Договаривающиеся стороны обязались воздерживаться от актов агрессии друг против друга, а также от любых актов насилия, направленных против территориальной целостности и неприкосновенности или политической независимости другой стороны. Кроме того, они согласились решать любые дальнейшие разногласия, которые не могут быть урегулированы дипломатическим путем, в официальном совместном комитете.

### Пакт Бриана-Келлога и пакт Литвинова
27 августа 1928 г. 15 государств (США, Канада, Германия, Бельгия, Франция, Великобритания, Италия, Ирландия, Польша, Чехословаия, ЮАС, Индия, Япония, Австралия и Новая Зеландия) приняли пакт Бриана — Келлога об отказе от войны как инструмента национальной политики. После этого, 9 февраля 1929 года Советский Союз подписал протокол, подтверждающий соблюдение условий Пакта, со своими соседями: Эстонией, Латвией, Польшей и Румынией (См. также Пакт Литвинова). Вскоре после этого, 5 апреля 1929 года, Литва заявила о своей приверженности пакту и протоколу. При подписании договаривающиеся стороны согласились:
- осудить войну как средство разрешения конфликта и отказаться от неё как инструмента политики, и
- чтобы все конфликты и споры разрешались только мирными средствами.[14]

С подтверждением присоединения к этим протоколам (ещё не ратифицировав Пакт) и связанной с этим подачей документов о присоединении к Пакту Эстония, Латвия, Литва и СССР (указанн как Россия) вошли в Пакт Бриана-Келлога в день его вступления в силу: 24 июля 1929 г.

### Конвенция об определении агрессии
3 июля 1933 г. впервые в истории агрессия была определена в обязывающем договоре, подписанном в посольстве СССР в Лондоне. Статья II определяет формы агрессии: «Агрессором признается то государство, которое первым совершит одно из следующих действий:
- Объявление войны другому государству.
- Вторжение вооруженных сил на территорию другого государства даже без объявления войны.
- Нападение его сухопутными, морскими или воздушными силами, даже без объявления войны, на территорию, на суда или летательные аппараты другого государства.
- Морская блокада побережья или портов другого государства.
- Поддержка вооруженных банд, организованных на его территории и вторгшихся на территорию другого государства; или отказ, несмотря на требование государства, подвергшегося вторжению, принять на своей собственной территории все меры, которые в его силах, чтобы лишить вышеупомянутых бандитов всякой помощи или защиты».

Затем в статье II Конвенции об определении агрессии говорится, что «никакие политические, военные, экономические или другие соображения не могут служить предлогом или оправданием агрессии, упомянутой в статье II». И хотя в приложении к статье III перечислены возможные причины для интервенции в соседнее государство, в нём также оговаривается, что «Высокие Договаривающиеся Стороны далее соглашаются признать, что настоящая Конвенция никогда не может легитимировать какие-либо нарушения международного права, которые могут подразумеваться в данных обстоятельствах включенных в вышеуказанный список».

## Пакт Молотова — Риббентропа и ультиматум 1939 г
24 августа 1939 года Советский Союз и нацистская Германия подписали пакт Молотова — Риббентропа, который содержал секретный протокол, разделявший государства Северной и Восточной Европы на немецкую и советскую «сферы влияния». Финляндия, Эстония и Латвия были отнесены к советской сфере. Литва должна была находиться в сфере влияния Германии, однако второй секретный протокол, согласованный в сентябре 1939 года, передал большую часть Литвы СССР.
Уступая советскому давлению, Эстонии, Латвии и Литве ничего не оставалось, как подписать так называемый Пакт об обороне и взаимопомощи Эстонии, Латвии и Литвы, разрешавший Советскому Союзу размещать войска на территории этих стран. Эти пакты подтвердили суверенные права балтийских государств. Например, Пакт о взаимопомощи с Латвией (подписанный 5 октября 1939 г.) заявляет: «Приведение в исполнение настоящего Пакта никоим образом не может ущемлять суверенных прав Договаривающихся Сторон, особенно в отношении их политических структур, экономические и социальных систем и военных мер».

## Советское вторжение и аннексия в 1940
В середине июня 1940 года, когда внимание международной общественности было приковано к вторжению Германии во Францию, советские войска НКВД совершили налет на пограничные посты в Литве, Эстонии и Латвии. Государственные администрации были ликвидированы и заменены советскими кадрами. В выборах участвовали только просоветские кандидаты, в результате чего народные собрания немедленно потребовали приема в СССР, что было предоставлено Советским Союзом.

## 1941—1944 Немецкие вторжения и оккупация
Германия вторглась и оккупировала территории Прибалтики в 1941 году в ходе операции «Барбаросса». Вначале литовцы, латыши и эстонцы надеялись, что немцы восстановят независимость Балтии, однако территории оставались оккупированными. В итоге, с 1941 по 1944 год страны Балтии были частью немецкого Остланда.
В сентябре 1941 г. Советский Союз присоединился к Атлантической хартии, в которой, среди прочего, было подтверждено «стремление не допускать территориальных изменений, не соответствующих свободно выраженным желаниям заинтересованных народов» и «уважать права всем народам выбирать форму правления, при которой они будут жить, желательно, чтобы суверенные права и самоуправление были восстановлены тем, кто был насильственно лишен их…»

## Советское вторжение и реоккупация в 1944
Советский Союз повторно оккупировал страны Балтии в рамках Балтийского наступления в 1944 году. В 1945 году Советский Союз подписал Ялтинскую декларацию, провозгласившую для восстановления порядка в Европе в соответствии с принципом Атлантической хартии «право всех народов на выбор формы правления, при которой они будут жить, восстановление суверенных прав и самоуправления тем народам, которые были насильственно лишены его нациями-агрессорами». В Ялтинской декларации далее говорится, что «для создания условий, в которых освобожденные народы могут осуществлять эти права, три правительства объединятся … среди прочего, чтобы облегчить, где это необходимо, проведение свободных выборов».
После советского повторного вторжения страны Балтии вновь оказаливь в роли Социалистических Республик: Эстонской Советской Социалистической Республики, Латвийской Советской Социалистической Республики и Литовской Советской Социалистической Республики. 12 января 1949 г. Совет Министров СССР издал приказ 00225 «О выселении с территории Литвы, Латвии и Эстонии кулаков с семьями, семей бандитов и националистов». Десять процентов всего взрослого населения Балтии было депортировано или отправлено в трудовые лагеря. После Второй мировой войны, как часть цели более полной интеграции стран Балтии в Советский Союз, были проведены массовые депортации в странах Балтии и продолжалась политика поощрения советской иммиграции в страны Балтии.
Большинство государств отказались признать советскую инкорпорацию Прибалтики. Надежды со стороны прибалтийских государств на какое-либо активное вмешательство в их интересах рухнули, когда Соединённые Штаты, европейские государства и Советский Союз подписали Хельсинкские соглашения 1975 года, которые обязывали их стороны уважать установленные границы, избегая использования термина «границы послевоенной Европы». Такие страны, как Соединённые Штаты, продолжали настаивать на непризнании советской аннексии Прибалтики. Впоследствии восстановление балтийскими государствами своей независимости и границ было истолковано как подтверждение соглашений, которые поддерживали права человека и самоопределение.

## Договоры, подписанные СССР между 1940 и 1945 гг
Советский Союз присоединился к Атлантической хартии от 14 августа 1941 г. резолюцией, подписанной в Лондоне 24 сентября 1941 г. Утверждена резолюция:
- "Во-первых, их страны не стремятся к расширению, территориальному или другому;
- "Во-вторых, они не желают видеть никаких территориальных изменений, которые не согласуются со свободно выраженными пожеланиями заинтересованных народов;
- «В-третьих, они уважают право всех народов на выбор формы правления, при которой они будут жить, и хотят, чтобы суверенные права и самоуправление были восстановлены тем, кто был насильственно лишен их…»[28]

Вскоре после этого Советский Союз подписал Декларацию Организации Объединённых Наций от 1 января 1942 года, в которой вновь подтверждалась приверженность Атлантической хартии.
24 октября 1945 года Советский Союз подписал Устав Организации Объединённых Наций, в котором в части 2 статьи I говорится, что одной из "целей Организации Объединенных Наций является развитие дружественных отношений между народами, основанных на уважении принципа равноправия и самоопределение народов ".
Несоблюдение данных резолюций и отказ в независимости Стран Балтии стал основанием к неприятию режима оккупироваными народами, обострившемуся во время перестройки.

## Независимость Стран Балтии
В 1989 году, после начала революции в Восточной Германии, Верховные Советы стран Балтии приняли «Декларацию о суверенитетах» и внесли поправки в конституции, чтобы утвердить верховенство своих законов над законами СССР. Кандидаты от национальных партий, выступающее за независимость, получили большинство в Верховных советах на демократических выборах 1990 года. Советы заявили о своем намерении восстановить полную независимость (Литва 11 марта, Латвия 4 мая и Эстония 8 мая). Советские политические и военные силы безуспешно пытались свергнуть правительства, что привело к столкновениям и жертвам. В 1991 году Страны Балтии заявили о фактической независимости. Затем последовало международное признание, в том числе и со стороны СССР. Соединённые Штаты Америки, никогда не признававшие насильственной аннексии Прибалтики СССР, восстановили полноценные дипломатические отношения с республиками.
Пять десятилетий почти непрерывной советской оккупации прибалтийских государств Эстонии, Латвии и Литвы окончательно закончились 6 сентября 1991 года. Суверенитеты стран были восстановлены, что ускорило окончательный распад Советского Союза, который распался 26 декабря 1991 года. Впоследствии Россия начала выводить свои войска из всех трех прибалтийских государств. Литва первой вывела российские войска со своей территории в августе 1993 года. Последние российские войска были выведены из Стран Балтии в августе 1994 года. Россия официально прекратила свое военное присутствие в странах Балтии в августе 1998 года после вывода из эксплуатации радиолокационной станции Скрунда-1 в Латвии, которая была последней активной российской военной РЛС на территории Стран Балтии. В следующем году последние русские войска покинули станцию.
В ходе переоценки советской истории, начавшейся во время перестройки в 1989 году, СССР осудил секретный протокол 1939 года с нацистской Германией. Однако СССР никогда официально не признавал свое присутствие в Прибалтике оккупацией и считал Эстонскую, Латвийскую и Литовскую Советские Социалистические Республики своими составляющими республиками. Российское правительство и государственные чиновники утверждают, что советская аннексия Прибалтики была законной. Часто проводилось различие между признанием де-юре и де-факто статуса государств как советских социалистических республик или независимых образований.